# Nanoa enana
Nanoa enana is een spinnensoort in de taxonomische indeling van de Pimoidae.
Het dier behoort tot het geslacht Nanoa. De wetenschappelijke naam van de soort werd voor het eerst geldig gepubliceerd in 2005 door G. Hormiga, Buckle & Scharff.